# Козицкий, Григорий Васильевич
Григо́рий Васи́льевич Кози́цкий (1724, Киев — 26 декабря 1775 [6 января 1776], Москва) — русский писатель и журналист, кабинет-секретарь Екатерины II (1768—1774), помогавший ей в издании журнала «Всякая всячина».

## Биография
Родом с Украины, из малороссийских беспоместных дворян казацко-старшинного происхождения, учился в Киево-Могилянской академии, затем в Германии. В 1756 году прибыл в столицу Российской империи город Санкт-Петербург, где работал под руководством М. В. Ломоносова, преподавал в Академической гимназии. После смерти Ломоносова занимался разбором его бумаг, перевёл некоторые из них на латынь. Печатался в журналах «Ежемесячные сочинения», «Трудолюбивая пчела», «Всякая всячина».
В 1765 году приближен ко двору и становится техническим помощником Екатерины Великой, а потом вступает в должность её статс-секретаря. Через два года сопровождает государыню вместе с графом В. Г. Орловым в путешествии по Волге.
В 1773 г. наряду с Николаем Мотонисом выступил научным редактором книги «Краткие географические, политические и исторические известия о Малой России» авторства Василия Рубана. В «Опыте словаря российских писателей» Николая Новикова в статье о Козицком упомянут один-единственный его перевод – статья «О пользѣ мифологïи» в сумароковской «Трудолюбивой пчеле» за 1759 год, а дальше сказано: «Сïи малые опыты трудов его принять можно за основательныя доказательства, что сей искусный и ученый муж приобрѣл бы не послѣднее мѣсто между славными Россïйскими писателями, ежели бы не отвлеченъ былъ должностями, на него возложенными, отъ упражненïя во словесныхъ наукахъ». Под отвлекающими должностями, помешавшими славе, Новиков подразумевает статьи Козицкого с выпадами против него, Новикова, во «Всякой всячине» и участие в екатерининском проекте перевода «Велизария» Мармонтеля.
В сентябре 1774 года Козицкий, ссылаясь на пошатнувшееся здоровье, просил уволить его от службы; 10 июля 1775 года он получил отставку и переехал в Москву.
В обширной биографической литературе и др. смерть Козицкого описана, в основном, одинаково: «впав в меланхолию, он в припадке этой болезни» 21 декабря 1775 года нанес себе 32 раны ножом, от которых и умер 26 декабря 1775 года. Ссылки на источники такого описания, при их наличии, сводятся к дневнику поручика Васильева за 1774—1777 годы, в котором, в свою очередь, указано, что Козицкий совершил самоубийство 26 декабря. Относительно способа самоубийства имеющиеся источники эпохи ссылаются лишь на слухи.

## Семья
В Симбирске в 1767 году познакомился с дочерью богатого купца и промышленника И. С. Мясникова, а в 1771 году женился на Екатерине Ивановне Мясниковой (1746—1833). Брак получил одобрение императрицы, пожаловавшей Козицкому по случаю свадьбы 10000 руб.; за женою он, кроме денег, получил в приданое 2 завода и 19 000 душ крепостных. Их дочери:
- Александра Григорьевна (1772—1850), хозяйка блестящего салона, жена графа Ивана Степановича Лаваля, мать Е. И. Трубецкой, жены декабриста С. П. Трубецкого;
- Анна Григорьевна (1773—1846), вторая жена князя Александра Михайловича Белосельского-Белозерского, мачеха знаменитой княгини Зинаиды Волконской и мать князя Эспера Белосельского-Белозерского.

По примеру других крупных помещиков госпожа Козицкая обустроила под Москвой усадьбу Льялово с церковью Рождества Богородицы, которая служила усыпальницей для семейства её младшей дочери.
- Екатерина Ивановна
- Александра Григорьевна
- Анна Григорьевна